# كيفن كيرنز
كيفن كيرنز (بالإنجليزية: Kevin Cairns)‏ هو لاعب كرة قدم بريطاني، ولد في 29 يونيو 1937 في برستون في المملكة المتحدة. لعب مع دندي يونايتد ونادي ساوثبورت وويغان أتلتيك.